# Philippe Hinschberger
Philippe Hinschberger  est un footballeur puis entraîneur français, né le 19 novembre 1959 à Algrange  (Moselle) , actuellement en poste au Chamois niortais.
Il évolue au poste de milieu de terrain offensif du milieu des années 1970 au début des années 1990. Il est bachelier et ancien élève de l'École Normale d'Instituteurs de Metz, ce qui le place parmi les joueurs les plus diplômés de son époque. Formé au FC Metz, il fait toute sa carrière dans ce club avec lequel il remporte la Coupe de France en 1984 et 1988.
Devenu entraîneur, il a dirigé notamment le CS Louhans-Cuiseaux, les Chamois niortais et le Stade lavallois. Philippe Hinschberger refait finalement surface avec son club formateur, devenant le nouvel entraîneur du FC Metz qu'il a fait remonter en Ligue 1 à l'issue de la saison 2015-2016.

## Biographie

### Joueur
Philippe Hinschberger est un joueur emblématique du FC Metz où il effectue toute sa carrière, de ses débuts en équipe pro contre Valenciennes en 1978 à sa fin de carrière en juin 1992. En 1980, il signe un contrat stagiaire avec son club formateur. Avant-centre reconverti en milieu de terrain en fin de carrière, parfois même libéro, il participe activement aux victoires des Coupes de France en 1984 et en 1988, à l'exploit du FC Metz au Camp Nou en 1984 et à la victoire en Coupe de la Ligue en 1986. Il dispute au total 430 matchs de Division 1 en quinze saisons sous les couleurs grenats, et inscrit 56 buts en championnat. Cette longévité fait de Philippe Hinschberger l'un des joueurs les plus fidèles au FC Metz avec Sylvain Kastendeuch et Philippe Gaillot.
Il compte également deux sélections en Équipe de France espoirs et une en équipe de France A'.
Joueur volontaire, efficace, doté de gros moyens physiques, polyvalent et fidèle à son club, il entraîne les équipes de jeunes à compter de 1993.
En 2022, le magazine So Foot le classe dans le top 1000 des meilleurs joueurs du championnat de France, à la 234e place.
De septembre 2003 à mai 2010 il est membre du Variétés Club de France, avec lequel il totalise trois buts.

### Entraîneur
Philippe Hinschberger obtient le DEPF en 1996. Il est également titulaire du certificat d'entraîneur de football (CFF).
Il est adjoint de Faruk Hadžibegić à Sochaux lors de la saison 1996-1997. Il devient entraîneur en Division 2 au CS Louhans-Cuiseaux, puis à Niort, où France Football l'élit entraîneur de Ligue 2 de l'année 2003. Il rejoint Le Havre en 2004. En cours de saison, à cause d'une menace de relégation en National qui se fait de plus en plus forte, Hinschberger se fait licencier au profit de Thierry Uvenard. En juillet 2005, il redevient l'entraîneur de Niort (National), qu'il fait remonter en Ligue 2. Limogé des Chamois niortais à cause de mauvais résultats, il est remplacé par Faruk Hadžibegić.
Pour la saison 2007-2008, il signe au Stade lavallois (National) un contrat d'un an. L'objectif du club est la remontée en Ligue 2, après une quatrième place lors du précédent exercice. La saison 2008-2009 lui permet finalement de reconduire le Stade lavallois en Ligue 2, et Hinschberger est élu meilleur entraîneur de National. Il maintient le club trois saisons de suite et l'installe en Ligue 2. En 2010 il est nommé dans la catégorie Meilleur entraîneur de Ligue 2 aux Trophées UNFP. En mai 2012 il prolonge de deux saisons supplémentaires, jusqu'au 30 juin 2015. Il est démis de ses fonctions le 24 février 2014 après une série de mauvais résultats. Il touche 300 000 € d'indemnités pour la résiliation des 18 mois de contrat qui lui restaient. Il est remplacé par Denis Zanko qui était son adjoint depuis le début de la saison 2013-2014. 
Le 17 juin 2014, Philippe Hinschberger retrouve le banc de touche de la Ligue 2. Il s'engage pour deux saisons en faveur de l'US Créteil-Lusitanos, succédant ainsi à Jean-Luc Vasseur parti entraîner le Stade de Reims. Cependant, après une défaite humiliante face à Lusitanos Saint-Maur (DH) lors du septième tour de la Coupe de France, il jette l'éponge cinq mois après son arrivée. Membre du comité directeur de l'UNECATEF à partir de 2012, il participe en 2015 il participe à « Dix mois vers l'emploi », programme développé par le syndicat à destination des entraîneurs sans club,.
Le 23 décembre 2015, il retrouve le club de ses débuts professionnels, le FC Metz, comme entraîneur. Il y est accompagné de Gilles Bourges (adjoint), Christophe Marichez (entraîneur des gardiens) et Hugo Cabouret (préparateur physique). Sa priorité est de dégraisser un groupe qui ne compte pas moins de 30 éléments pour atteindre l'objectif de la remontée en Ligue 1,. Ce que l'entraîneur messin réussira. Il est cependant limogé le 22 octobre 2017 après une série de mauvais résultats.
Le 22 juin, il devient l'entraîneur du Grenoble Foot 38. En 2019 il est nommé pour le trophée UNFP du meilleur entraîneur de Ligue 2. Le 17 juin 2021, il quitte le Grenoble Foot 38, à l'issue d'une saison qui lui a permis d'être de nouveau nommé pour le trophée UNFP de meilleur entraîneur de Ligue 2.
Après trois saisons au Grenoble Foot 38, il devient le nouvel entraîneur de l'Amiens SC, le 17 juin 2021. Après une série de mauvais résultats il est licencié par le club picard en avril 2023. Quelques semaines plus tard, il est de retour au Chamois Niortais pour une troisième fois. « Niort est le seul club que j’aurais accepté d’entraîner en National » a-t-il confié au site Footamateur.fr début mars alors que son équipe occupe la deuxième place en championnat.

## Carrière

### Joueur
- 1977-1992 : FC Metz

### Entraîneur
- 1997-2001 : CS Louhans-Cuiseaux
- 2001-2004 : Chamois niortais
- 2004-2005 : Le Havre AC
- 2005-fév. 2007 : Chamois niortais
- 2007-fév. 2014 : Stade lavallois
- 2014-nov. 2014 : US Créteil-Lusitanos
- déc. 2015-oct. 2017 : FC Metz
- juin. 2018 - juin. 2021 : Grenoble Foot 38
- juin. 2021 - avril 2023 : Amiens SC
- juil. 2023 - (en cours): Chamois niortais

## Palmarès

### Joueur
- Vainqueur de la Coupe de France en 1984 et 1988 avec le FC Metz.

### Entraîneur
- Champion de France de National en 1999 avec le CS Louhans-Cuiseaux et en 2006 avec les Chamois niortais.

## Distinctions
- Meilleur buteur de la Coupe de France en 1984  avec le Football Club de Metz (huit buts)
- 2e du Trèfle d'Or (trophée décerné aux meilleurs sportifs lorrains de l'année) du Républicain lorrain en 1984
- Lauréat du Trèfle d'Or du Républicain lorrain en 1988
- Nommé dans la catégorie Meilleur entraîneur de Ligue 2 aux Trophées UNFP 2010, 2019 et 2021.
- Élu entraîneur de Ligue 2 de l'année 2003 par France Football
- Élu meilleur entraîneur de National en 2009.